# Maun
Maun es la capital del delta del Okavango, un complejo y amplio sistema lacustre formado por las aguas del río Okavango, que forma un delta interior en el norte de Botsuana de casi veinte mil kilómetros cuadrados. La ciudad se encuentra al sudeste de este delta, fuera de la zona inundable y a las puertas del desierto del Kalahari.

## Etimología
El nombre Maun deriva de la palabra seyei "maung", que se traduce como "el lugar de los juncos del río". Antes de la llegada de los batawana, Maun era una pequeña aldea seyei. En 1915, el pueblo se convirtió en la capital del pueblo batawana. La capital fue trasladada de Toteng después de la victoria sobre el rey Lobengula, del pueblo matabele.

## Historia
La localidad de Maun fue fundada en 1915 como capital tribal de la etnia botawana, una sub-tribu de los tsuana o tawana que pastoreaban en los límites del delta. Sin embargo, con el crecimiento de la industria del turismo y la terminación de la ruta del alquitrán de Nata en la década de los años 1990 tempranos, Maun se ha desarrollado rápidamente, con lo cual su ciudad vieja ha perdido buena parte de su carácter. En 2011, tenía una población de 55 784 personas, tras haber favorecido un rápido crecimiento de la ciudad en las riberas del río Thamalakane.
Maun es hoy una ciudad turística próspera, tristemente conocida por estar infestada de burros y, en menor medida, cabras. Estos animales se pueden ver de pie alrededor de la ciudad cuando los agricultores locales llegan en los innumerables taxis para vender sus mercancías en la acera.
Con la afluencia de dólares del turismo, las típicas rondavels tradicionales han sido reemplazadas por casas cuadradas de bloques de hormigón, cubiertas con techos de hojalata y ocasionalmente de tejas. El servicio de telefonía móvil en Maun es excelente en un radio de 20 a 25 kilómetros (12 a 16 millas), aunque dependen a veces de las condiciones meteorológicas.
Maun también se está convirtiendo en un centro regional de transbordo de materiales y comerciantes, que prestan servicios tanto a los campamentos y centros de safari locales como a los florecientes campamentos de exploración minera en el noroeste de Botswana. 
anto a los campamentos locales como a los centros de  y los campos de exploración mineral en el noroeste de Botsuana. Hay una gran variedad de servicios en las tiendas, así como muchos empresarios locales, con empresas de soldadura operado desde la parte posterior de un carrito.
Los turistas suelen volar al Aeropuerto Internacional de Maun. A menudo, estos turistas contratan coches 4x4 totalmente equipado para acampar y observar animales salvajes en los parques, o bien vuelan a varios campamentos turísticos en el delta del Okavango o las Salares de Makgadikgadi.
Maun, al igual que la mayoría de las zonas del sur de África, tiene una larga historia de aviación.

## Geografía
Considerada la puerta sur del Okavango, Maun es la quinta población de Botsuana. En 2011, tenía 55784 habitantes. Actualmente es el centro administrativo y la capital del distrito de Ngamilandia, pero su actividad más importante es la organización y el suministro de los numerosos safaris y estancias que se organizan en el delta del Okavango.